# Lasciapassare dell'Unione europea
Il lasciapassare dell'Unione europea è un documento di viaggio emesso ai funzionari dell'UE che lavorano o sono membri delle istituzioni dell'Unione europea in Europa e all'estero. Il suo possesso prevede specifici benefici ed immunità diplomatiche. Il documento è valido in tutti gli Stati membri dell'Unione europea ed in oltre 100 altre nazioni.

## Storia
L'emissione del lasciapassare era già prevista nei trattati sottoscritti dalla Comunità europea del carbone e dell'acciaio, dalla Comunità europea dell'energia atomica, dalla Comunità economica europea, ed un singolo lasciapassare della Comunità europea venne determinato agli inizi degli anni 70.
I primi lasciapassare erano disponibili in tutte le quattro lingue della Comunità europea (francese, tedesco, olandese ed italiano). In seguito vennero aumentate le lingue del documento alle attuali 24 riconosciute nell'UE.

## Aspetto
Il documento contiene 48 pagine e tutti i testi sono nelle 24 lingue ufficiali.
La pagina che contiene i dati principali dell'intestatario è leggibile da speciali macchine per la lettura tramite l'acquisizione ottica dei dati. In questa pagina è presente la fototessera del possessore, i dati del passaporto e i dati del titolare del lascia passare, similmente a quanto accade per un normale passaporto. La nazionalità ed il luogo di nascita del titolare del documento non vengono indicati, ma viene indicato il codice EUE, che ha la funzione di identificare lo stato di rilascio del documento.
- Fotografia
- Tipo [di documento, che è "PL"]
- Codice [dell'organizzazione emittente, che è "EUE" per "Unione Europea"]
- Numero di lascia passare
- Cognome
- Nome
- Ufficiale di / Nazionalità [EUE / codice nazionalità]
- Data di nascita
- Sesso
- Data di rilascio
- Data di scadenza
- Firma

La prima linea della zona a lettura ottica presente sulla pagina del passaporto e posizionata in basso contiene una o più lettere che denotano la tipologia del documento di viaggio (in questo caso "PL"), seguite da un codice normalmente utilizzato per i possessori dei passaporti (in questo caso "EUE" per "Unione Europea"), il nominativo (prima il cognome, seguito dal nome o dai nomi) del proprietario del passaporto.

## Situazione attuale
La regolamentazione attuale venne proposta dalla Commissione europea implementando dei lascia passare a lettura ottica in rispetto degli standard ICAO 9303 che includono una foto digitalizzata del titolare del documento, e le sue impronte digitali. I campi del documento sono stati ridotti e non contengono più le informazioni relative all'indirizzo e all'aspetto fisico del proprietario del documento.